# Conflans-sur-Seine
Conflans-sur-Seine är en kommun i departementet Marne i regionen Grand Est (tidigare regionen Champagne-Ardenne) i nordöstra Frankrike. Kommunen ligger i kantonen Anglure som tillhör arrondissementet Épernay. År 2022 hade Conflans-sur-Seine 621 invånare.

## Befolkningsutveckling
Antalet invånare i kommunen Conflans-sur-Seine
| Referens: INSEE |